# Estádio do Pacaembu
Az Estádio do Pacaembu többrendeltetésű stadion a brazíliai São Paulóban. A sportlétesítmény hivatalos neve: Estádio Municipal Paulo Machado de Carvalho. Tulajdonosa, üzemeltetője São Paulo városa. 37 180 ülő néző befogadására alkalmas, a játéktér 70 m széles és 104 m hosszú.

## Történet
A stadiont a brazíliai elnök, Getúlio Vargas és São Paulo polgármestere, Prestes Maia jelenlétében 1940. április 27-én adták át. Még azon a napon megrendezték az első hivatalos mérkőzést: Palestra Itália – Coritiba FBC 6:2. A stadionban az első gólt a Coritiba játékosa, Zequinha szerezte. 
A nézőtér maximális befogadóképességének csúcsát 1942. május 24-én, az SC Corinthians Paulista – São Paulo FC (3:3) mérkőzésen érte el: ülő és álló nézők összesen 71 281. Az 1950-es labdarúgó-világbajnokságon a stadionban három csoportmérkőzést, két negyeddöntőt és a bronzmérkőzést tartották.
A stadion jelenlegi nevét Paulo Machado de Carvalhóról kapta, aki a brazil labdarúgósport egyik kiemelkedő vezetője, az 1958-as labdarúgó-világbajnokságon a brazil küldöttség vezetője volt. Határozott, kemény vezetői magatartásért a Marechal da Vitória becenevet kapta.

## Egyéb rendezvények
2004. február 21-én Gordon B. Hinckley, Az Utolsó Napi Szentek Jézus Krisztus Egyháza 15. elnöke hívői előtt beszélt a tömeghez.
2005-ben a stadion a The Amazing Race 9 első pihenőjeként szolgált.
2007. május 11-én XVI. Benedek pápa az Apostoli utazások keretében találkozott a brazil ifjúsággal.

## Múzeum
2008. szeptember 29-én a stadion területén futballmúzeumot avattak fel, hogy emléket állítsanak a brazil labdarúgás történetének. A múzeum 6900 négyzetméteren terül el.